# Jaan Kärner
Jaan Kärner (27. května 1891 Käo, tehdy obec Kirepi, dnes Rõngu, Tartumaa – 3. dubna 1958 Tartu) byl estonský spisovatel.
Známé jsou zejména jeho básně věnované přírodě. Mnoho jeho děl bylo zhudebněno estonskými autory sborových písní. Kärner napsal i mnoho románů, povídek a divadelních her, díla věnující se literární kritice, ale i vědecká a historická pojednání. Překládal i ruskou a německou literaturu, nejznámější jsou jeho překlady básní Heinricha Heineho do estonštiny z roku 1934.

## Život
Jaan Kärner se narodil v rodině zemědělce. V letech 1901 až 1906 navštěvoval školu v obci Uderna (dnes součást Rõngu). Od roku 1906 byl literárně činný. Od roku 1910 pracoval Kärner v několika redakcích novin v Tallinnu. Na přelomu roku 1911/12 a v roce 1914 studoval na „městské lidové univerzitě A. L. Šanjavského“ (rusky Московский городской народный университет имени А. Л. Шанявского) v Moskvě. Od roku 1917 byl Kärner také politicky aktivní, nejprve byl členem Eesti sotsialistide-revolutsionääride partei a poté Eesti Iseseisev Sotsialistlik Tööliste Partei. V roce 1919 se stal šéfredaktorem odborových novin Töö hääl („Hlas práce“). V témže roce byl zvolen do Ústavodárného shromáždění (estonsky Asutav Kogu) Estonské první republiky.
V roce 1921 se Kärner usadil v malém městě Elva. Od roku 1927 do roku 1929 pracoval jako šéfredaktor literárního časopisu Looming, v letech 1936–1938 jako redaktor časopisu Tänapäev a na přelomu let 1940/41 v nakladatelství Ilukirjandus ja Kunst. Koncem 20. let se stal „spisovatelem na volné noze“. Během německé okupace Estonska v letech 1941-44 pobýval Kärner v Sovětském svazu. Po znovuobsazení země Sovětským svazem se vrátil do vlasti. Po válce působil jako redaktor různých novin a časopisů i v nakladatelstvích. V roce 1946 získal titul „Zasloužilý spisovatel“. Po polovině 40. let 20. století u něj propukla duševní choroba.
Jaan Kärner zemřel v roce 1958 v Tartu.

## Dílo
Jaan Kärner je znám především jako autor lyrické poezie s přírodní tematikou.
výběr

### Sbírky básní
- Aja laulud (1921)
- Lõikuskuu (1925)
- Õitsev sügis (1926)
- Inimene ristteel (1932)
- Sõna-sütega (1936)
- Käidud teedelt (1939)
- Kodumaa käsk (1942)
- Viha, ainult viha (1944)

### Veršovaný román
- Bianka ja Ruth (1923)

### Romány
- Naine vaesest maailmast (1930)
- Soodoma kroonika (1934)
- Tõusev rahvas (2 svazky, 1936/1937)
- Pidu kestab (1938)

### Paměti
- Kadunud aegade hämarusest (1935)
- Öösiti kumavad linnad (1939)

### Vědecká pojednání
- Ärkamisaegne Eesti Ühiskond (1924)
- Eesti näitelava 19. aastasajal (1923)
- Estonia kuuskümmend aastat (1925)

### Literární kritiky
- Lehed tuulde (2 svazky 1924/1937)
- Eesti uuemad luuletajad (1925)